# 上庄村 (福井県)
上庄村（かみしょうむら）は福井県大野郡にあった村。現在の大野市中心部の南東一帯、概ね真名川左岸及び真名川ダム周辺にあたる。

## 地理
- 山岳：部子山、銀杏嶺、道斉山
- 河川：真名川

## 歴史
- 1889年（明治22年）4月1日 - 町村制の施行により、東中村、吉村、下据村、北御門村、森政領家村、猪ノ島村、中据村、下郷村、森政地頭村、開発村、友兼村、東山村、御給村、佐開村、五条方村、今井村、平沢地頭村、平沢領家村、野中村、稲郷村、西山村、森山村、木本村、宝慶寺村、下若生子村及び上若生子村の区域をもって、上庄村が発足する。

- 1954年（昭和29年）7月1日 - 大野町、下庄町、上庄村、五箇村、阪谷村、富田村、乾側村及び小山村が合併して、大野市が発足する。

## 村長
- 竹尾茂（1891年4月-1892年1月）
- 竹尾茂（1892年11月-1894年8月）
- 竹尾茂（1904年8月-1906年6月）

## 交通

### 道路
- 国道157号
- 国道158号